# Mejna osebnostna motnja
Mejna osebnostna motnja je osebnostna motnja z izraženim labilnim, močnim čustvovanjem, slabo, izkrivljeno samopodobo, nestabilnimi medosebnimi odnosi. Osebe z mejno osebnostno motnjo se pogosto samopoškodujejo in poslužujejo nevarnih oblik vedenja. Občutijo lahko praznino, strah pred zavrnitvijo in odcepljenost od realnosti. Simptome lahko sprožijo dogodki, ki za ostale pomenijo nekaj povsem običajnega. mejna osebnostna motnja se začne običajno kazati v zgodnji odraslosti in se pojavlja v različnih situacijah. Z mejno osebnostno motnjo so pogosto povezane zloraba substanc, depresija in motnje hranjenja. Okoli 10 % ljudi z mejno osebnostno motnjo umre zaradi samomora. Gre za motnjo, ki je pogosto stigmatizirana, tudi med strokovnjaki.
Vzroki mejne osebnostne motnje niso pojasnjeni, kaže pa, da so vključeni dedni, nevrološki, okolijski in družbeni dejavniki. Okoli petkrat pogosteje se pojavi pri osebah z bližnjim sorodnikom z isto motnjo. Najverjetneje imajo pomembno vlogo tudi pomembni življenjski dogodki. Mehanizem, ki privede do motnje, verjetno zajema živčne celice v frontolimbičnem predelu. Mejno osebnostno motnjo je treba ločiti od drugih sorodnih motenj, kot so motnja osebnosti ali bolezni odvisnosti.
mejna osebnostna motnja se pogosto zdravi s terapijo, kot sta kognitivno-vedenjska terapija (KVT) ali dialektična vedenjska terapija (DVT). DVT lahko zmanjša tveganje za samomor. Psihoterapija lahko poteka tudi v skupini. Ne obstaja zdravilo, ki bi pozdravilo mejno osebnostno motnjo, lahko pa so zdravila v pomoč pri blaženju določenih simptomov. Hudi primeri motnje zahtevajo bolnišnično oskrbo.
V obdobju določenega leta ima po neki oceni 1,6 % ljudi mejno osebnostno motnjo, nekatere ocene govorijo celo o 6-% razširjenosti. Ženske so diagnosticirane okoli trikrat pogosteje kot moški. Kaže, da pri starejši populaciji motnja postane manj pogosta. Pri okoli polovici oseb z mejno osebnostnjo motnjo pride v desetih letih do izboljšanja.